# Battaglia di Connor
La battaglia di Connor fu un episodio delle guerre d'indipendenza scozzesi che venne combattuto il 10 settembre 1315, presso il villaggio di Tannybrake ad appena un miglio a nord dall'attuale villaggio di Connor, nella contea di Antrim. L'episodio fece parte anche della campagna militare di Roberto I di Scozia in Irlanda.

## Antefatti
Edward Bruce, fratello di re Roberto I, sbarcò a Larne, nell'attuale County Antrim, il 26 maggio 1315. all'inizio di giugno, Donall Ó Néill di Tyrone e dodici tra re e signori a nord, incontrarono Edward Bruce a Carrickfergus e gli giurarono fedeltà come re d'Irlanda. Edward prese possesso della città di Carrickfergus, ma non fu in grado di prendere il controllo del castello locale. Il suo esercito continuò verso sud, passando dal passo di Moyry per prendere Dundalk.

## Preludio
Appena fuori dal villaggio di Dundalk, Bruce incontrò un'armata guidata da John FitzThomas FitzGerald, IV signore di Offaly, suo genero Edmund Butler, conte di Carrick e Maurice FitzGerald, IV barone Desmond. Gli scozzesi li respinsero verso Dundalk ed il 29 giugno si diedero a devastare l'area.
Dal 22 luglio Edmund Butler, giustiziere di Dublino, radunò un esercito con uomini provenienti da Munster e da Leinster per unirsi alle schiere di Richard Óg de Burgh, II conte dell'Ulster per combattere le forze scozzesi. De Burgh si rifiutò di permettere il passaggio delle truppe governative nell'Ulster temendo devastazioni.

## La battaglia
Bruce si ritirò lentamente verso nord, inducendo de Burgh all'inseguimento. Bruce ed i suoi alleati O’Neill saccheggiarono il villaggio di Coleraine, distruggendo tra l'altro il ponte sul fiume Bann per ritardare i nemici che li inseguivano. Edward inviò una lettera a Fedlimd Ó Conchobair riportandogli che avrebbe sostenuto la sua causa come re di Connacht se avesse deciso di ritirarsi. Inviò il medesimo messaggio al suo rivale, Ruaidri mac Cathal Ua Conchobair. Cathal immediatamente scelse di ritirarsi dal campo di battaglia, autoproclamandosi però sovrano, venendo seguito poco dopo dai suoi alleati. Le forze di Edward attraversarono il fiume Bann con l'uso di barche ed attaccarono. Il conte di Ulster dovette ritirarsi a Connor.
Le due armate si scontrarono a Connor il 10 settembre 1315. Le forze superiori di Edward Bruce e dei suoi alleati irlandesi sconfissero le forze nemiche dell'Ulster. La presa di Connor permise ad Edward Bruce di rifornire il suo esercito per l'inverno grazie ai magazzini che il conte di Ulster aveva riempito appunto nel villaggio. Il cugino del conte, William de Burgh, venne poi catturato assieme ad altri signori locali ed ai loro primogeniti. Gran parte dell'esercito si ritirò al castello di Carrickfergus, che gli scozzesi posero poi sotto assedio. Il conte di Ulster riuscì a fare ritorno a Connaught.

## Conseguenze
Le forze governative al comando di Butler non riuscirono ad avere la meglio su quelle scozzesi del Bruce, permettendogli di consolidare così il suo potere nell'Ulster. La sua occupazione scatenò delle rivolte a Meath ed a Connacht, indebolendo ulteriormente de Burgh. Malgrado un'ulteriore vittoria scoto-irlandese alla battaglia di Skerries, la campagna andò terminando solo con la battaglia di Faughart.